# Oberster Rat für Landesverteidigung
Der Oberste Rat für Landesverteidigung (rumänisch Consiliul Suprem de Apărare a Țării, CSAT) ist ein durch die 1991 verabschiedete Verfassung Rumäniens geschaffenes Gremium. Dort sollen Tätigkeiten, die die Verteidigung des Landes und die nationale Sicherheit betreffen, einheitlich organisiert und koordiniert werden.
Der Präsident des Gremiums ist der Staatspräsident, Vizepräsident ist der Ministerpräsident Rumäniens. Weitere Mitglieder sind mehrere Minister, die Direktoren der Geheimdienste, Vertreter des Militärs, ein Sicherheitsberater des Präsidenten und ein Sekretär.